# Grand Louvre

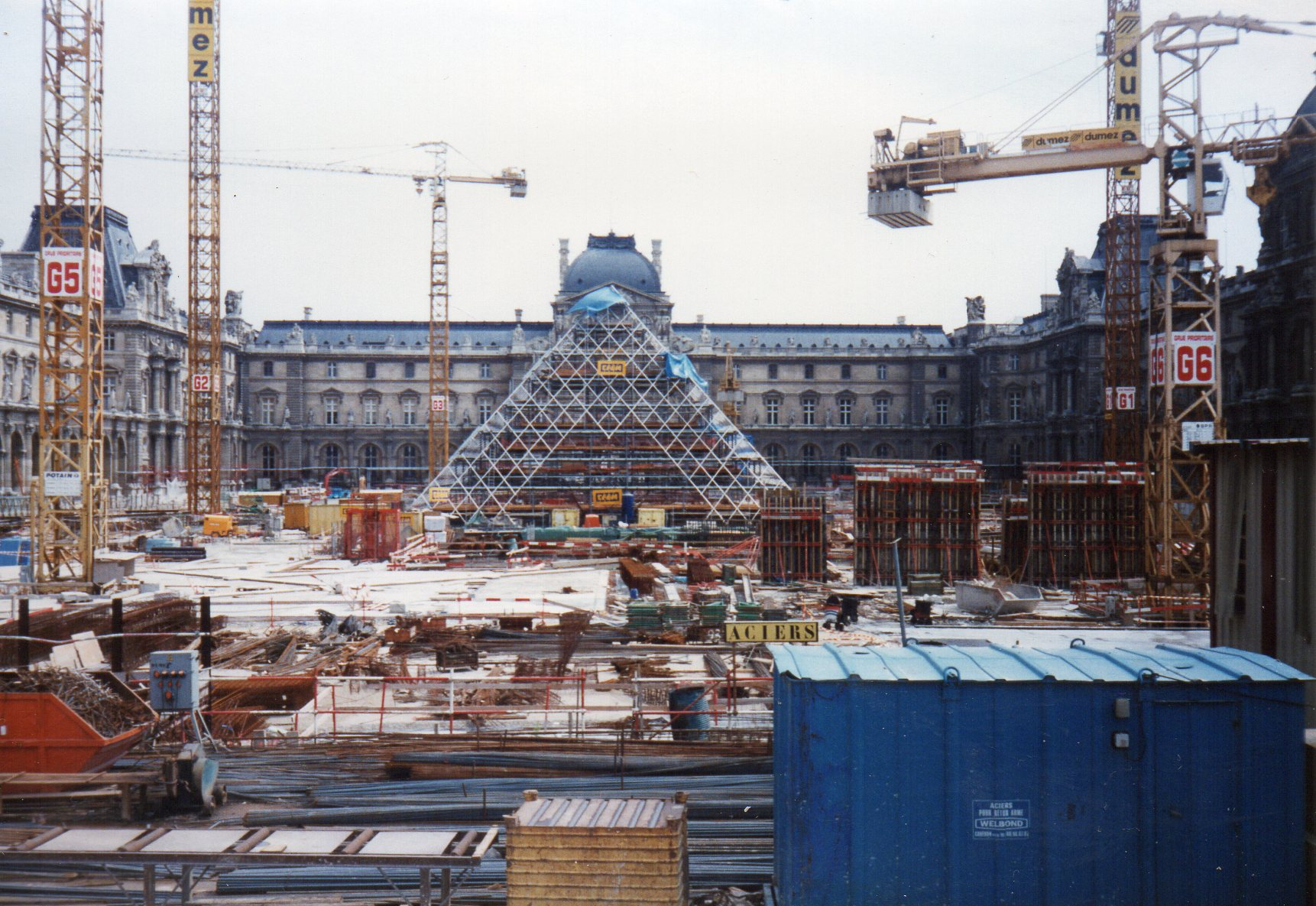
La pyramide du Louvre en construction, en 1987.

Le « Grand Louvre » est un des « Grands Travaux » définis par le président de la République François Mitterrand, au même titre que la nouvelle Bibliothèque nationale de France, l'opéra Bastille ou la grande arche de la Défense.
Il s'agit, en effet, de la réalisation d'un projet ancien qui consiste à rendre la totalité du palais au musée du Louvre, tout en le modernisant et améliorant la présentation de ses collections. Son ouverture au public a eu lieu le 18 novembre 1993.

## Origine du projet

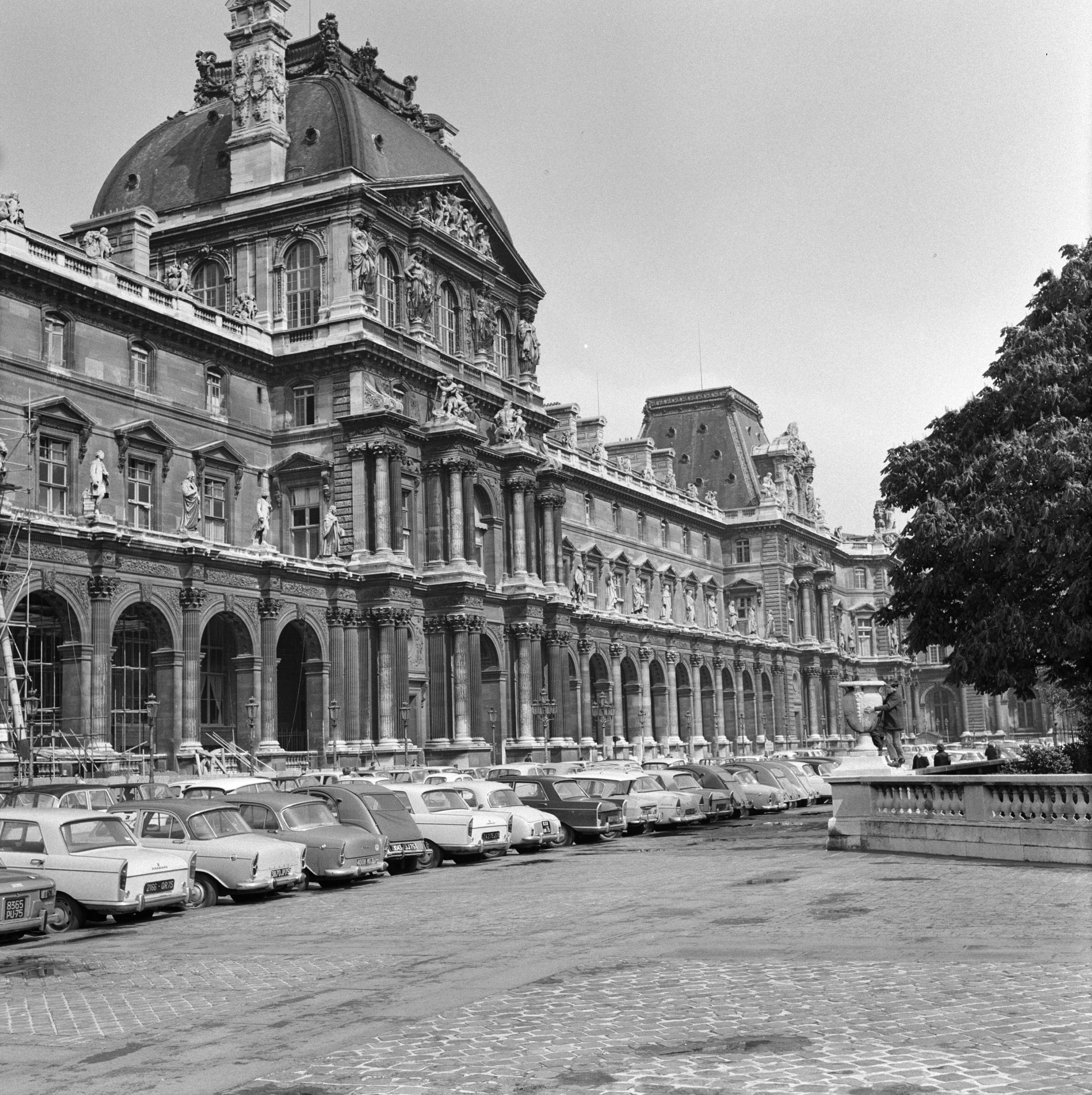
1965 : la cour Napoléon sert de parking au ministère des Finances.

En 1981, François Mitterrand, qui vient d'être élu président de la République, demande à son ministre de la Culture Jack Lang de lui proposer de grands projets pour son septennat.
Jack Lang propose donc le projet du Grand Louvre pour rénover le musée et affecter la totalité du palais au musée. Avec donc la nécessité de faire partir le ministère des Finances qui occupe l'essentiel de l'aile Richelieu pour la restituer au musée. Il s'agit de « rendre le Louvre à sa destination ».
Ce projet avait déjà été envisagé par le directeur des Musées nationaux Henri Verne en 1927.
François Mitterrand annote la proposition de Jack Lang : « Bonne idée, mais difficile (par définition comme toutes les bonnes idées) ».
Il s'agissait aussi de rendre le Louvre accessible à un plus grand nombre de visiteurs (objectif de quatre millions au lieu de deux) et aussi plus agréable avec une entrée élargie, la création de toilettes et d'accès aux personnes à mobilité réduite.
François Mitterrand valide le projet qui devient une des grandes passions de son premier mandat et annonce officiellement son lancement le 24 septembre 1981. Cette décision est accompagnée d'une réorganisation des collections et d'une transformation architecturale des bâtiments. Le projet « Grand Louvre » est confié à Émile Biasini qui sélectionne sans concours l'architecte sino-américain Ieoh Ming Pei qui avait rénové le musée de Washington. Il est retenu pour la première tranche des travaux, qui s'étendent de 1981 à 1999.
Dès son lancement, le projet fait l'objet de polémiques : la création de la pyramide, le départ du ministère des Finances ou l'installation d'un grand escalator qui est critiquée pour sa ressemblance avec un grand magasin.

## La pyramide

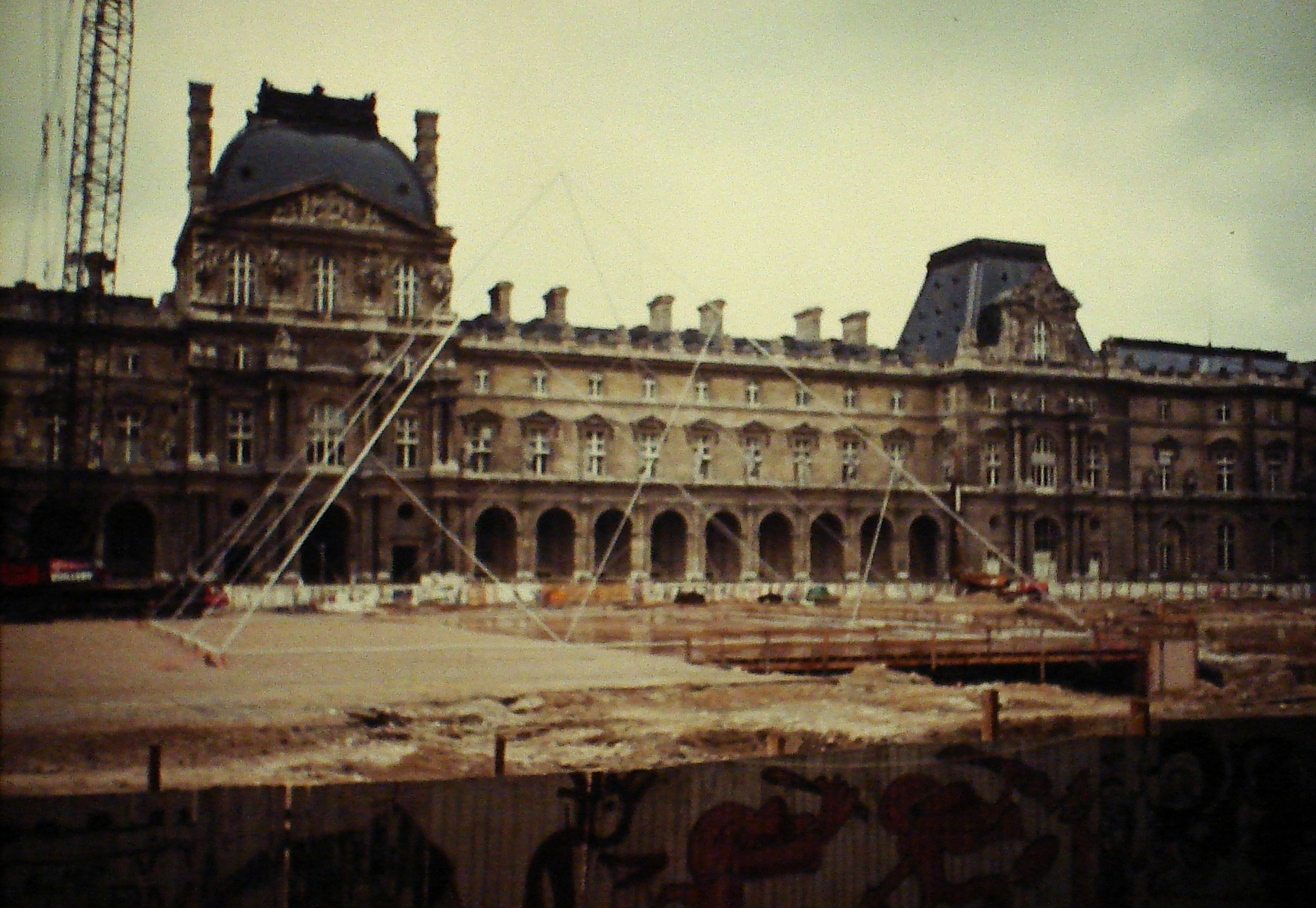
La pyramide simulée par des câbles pour valider sa construction.

L'aspect le plus polémique du projet est la construction d'une pyramide de verre au centre de la cour Napoléon.
Sceptique, le maire de Paris, Jacques Chirac, demande la construction d'un modèle grandeur nature avec des cables pour juger de l'intégration de la pyramide dans le site. Jacques Chirac est finalement convaincu après l'acceptation de sa demande de remplacement du parking de voitures et de cars de tourisme de la cour Napoléon et des quais de Seine par un parking souterrain.
La pyramide est inaugurée le 30 mars 1989. Et le 14 juillet 1989, pour le 200e anniversaire de la Révolution française, François Mitterrand reçoit à la pyramide du Louvre les membres du G7.
La pyramide sert maintenant d'entrée au musée et permet d'éclairer un immense hall souterrain (Hall Napoléon) donnant accès à toutes les parties du musée.

## Fouilles archéologiques

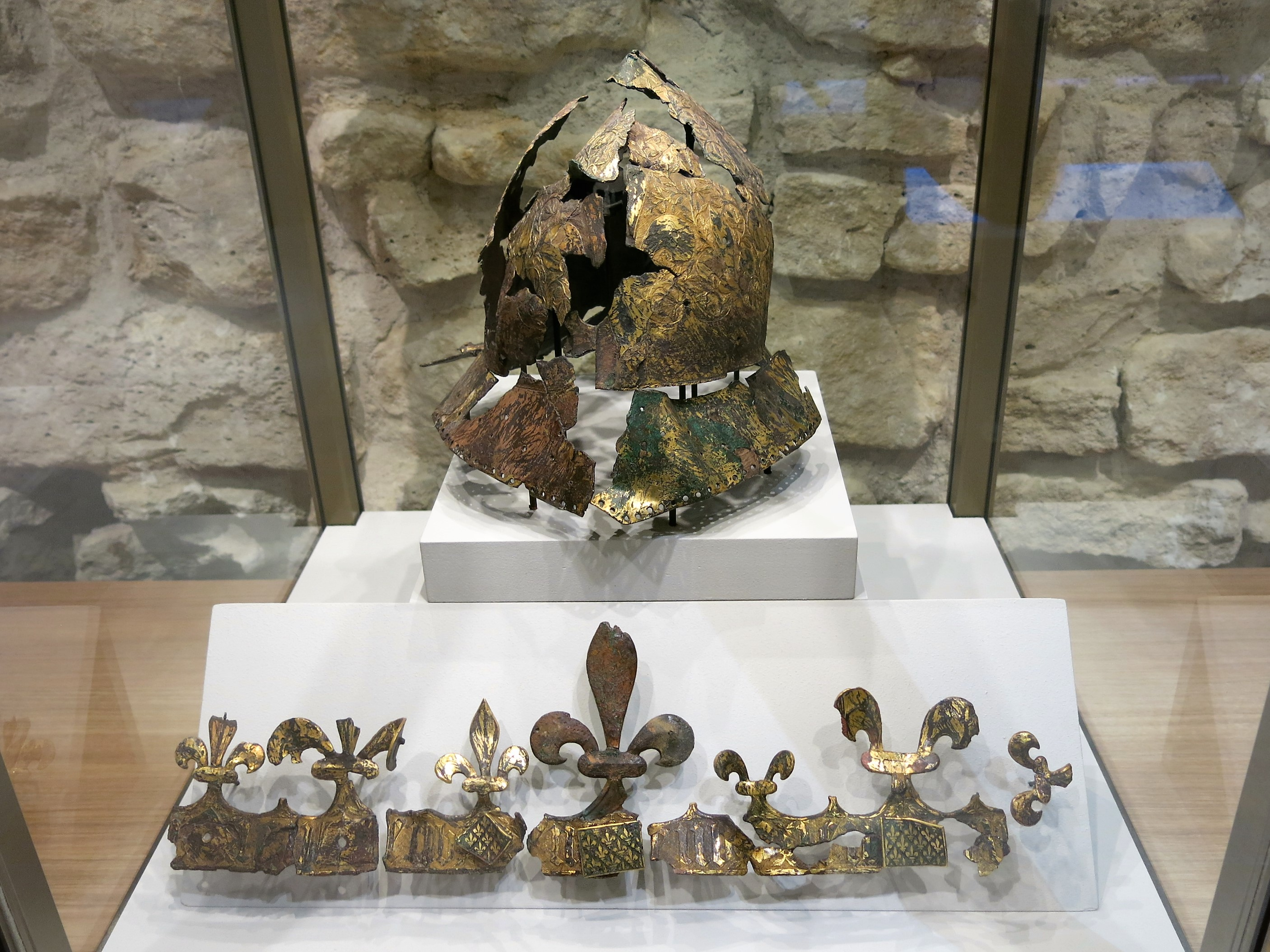
Casque de parade de Charles VI retrouvé lors des fouilles.

Le projet est l'occasion de mener une campagne de fouilles préventives qui permettent de mieux comprendre l'histoire du secteur.
- Dans la cour carrée, la base du donjon et de deux des quatre murailles du château du Louvre avaient simplement été arasées lors de la destruction du château en vue de la construction du palais du Louvre. Elles sont ainsi redécouvertes, dégagées et rendues accessibles aux visiteurs. Ces fouilles mettent au jour les restes d'objet de la vie quotidienne dans un chateau. Est aussi découvert le casque de parade de Charles VI dont l'existence a été recoupée avec des documents d'époque. Ces vestiges sont mis en valeur dans les collections du Louvre médiéval[2].

- La cour Napoléon était occupée par des rues (dont la rue Saint-Nicaise) et des habitations de particuliers qui font l'objet de fouilles. Est redécouvert l'atelier de Bernard Palissy qui avait été abandonné dans l'urgence par l'artiste après le Massacre de la Saint-Barthélemy[2].

- Des vestiges de l'enceinte de Charles V sont également retrouvés. Les murs de l'enceinte de Paris au Carrousel du Louvre sont conservés au sein du Carrousel du Louvre.

- La fouille des Jardins du Carrousel établit que le site a été occupé au moins dès le Néolithique, au Ve millénaire av. J.-C., puis à l'Âge du Bronze[7].

## Le transfert du ministère des Finances
Décidé par François Mitterrand, il avait l'accord de son ministre des Finances, Pierre Bérégovoy et il avait été engagé. Mais la droite gagne les élections de 1986 et le nouveau ministre des Finances, Édouard Balladur, exige l'arrêt du transfert et sa réinstallation dans l'aile Richelieu.
En 1988, c'est le retour de la gauche au pouvoir et la reprise du projet. Le 18 novembre 1993, l'aile Richelieu, totalement rénovée, avec des espaces d'exposition à la place des bureaux du ministère ouvre ses portes. Les parkings pour les voitures des fonctionnaires ont laissé place aux cours Puget et Marly, couverts mais avec éclairage naturel.
Les bureaux du ministre ont été remplacés par les appartements « Napoléon III » qui ont retrouvé tout leur lustre, leurs aménagements et leur mobilier.

## Le Grand Louvre aujourd'hui

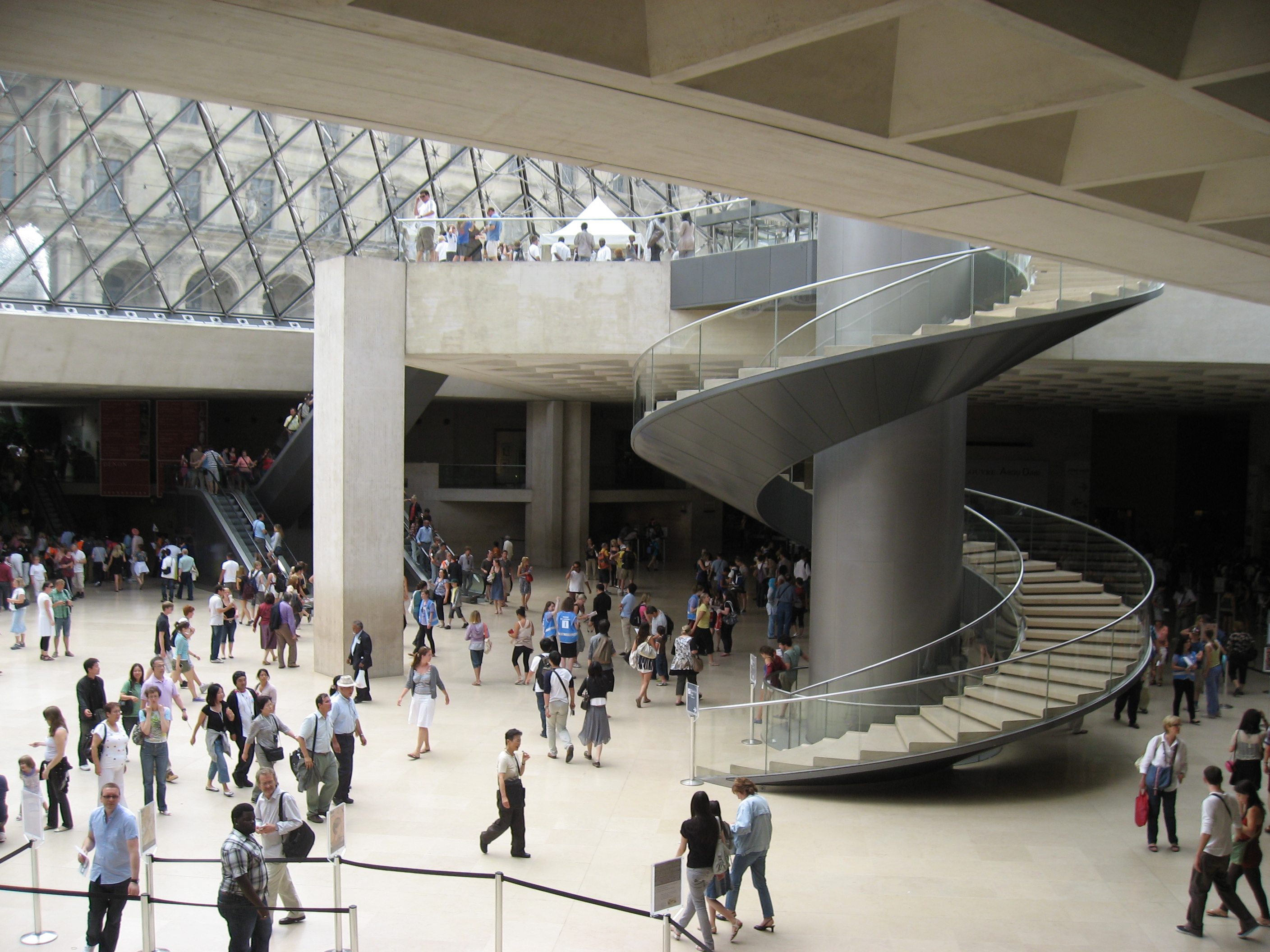
Le Hall Napoléon qui constitue la nouvelle entrée du musée.

Le 2 novembre 1983, l'Établissement public du Grand Louvre (E.P.G.L.) était créé, avec pour mission « de concevoir et de conduire l'aménagement du Domaine du Louvre et des Tuileries en vue d'en faire un ensemble culturel original à caractère muséologique, qui sera dénommé Grand Louvre, ainsi que de permettre l'insertion de cet ensemble dans son environnement». Dix ans après, le musée du Louvre agrandi de près de 75 000 m2, ouvre au public l'aile Richelieu, donnant au projet de Ieoh Ming Pei toute sa dimension et sa logique. La Pyramide du Louvre, au centre de gravité des collections, assume son rôle d'accueil principal et de distribution des circuits également répartis sur les trois ailes du palais du Louvre : Richelieu, Sully, Denon. 
L'activité culturelle du musée, si forte, si attractive, s'urbanise sous l'impulsion de cette multitude de visiteurs qui s'empressent pour la contemplation des chefs-d'œuvre universels et trouvent dans son environnement immédiat les services qui leur permettent de se restaurer rapidement, d'acheter des cadeaux et de mieux profiter du temps ainsi gagné pour le consacrer à la visite des musées.
Installé sur un domaine de plus de 40 hectares en plein cœur de Paris, sur la rive droite de la Seine, ces travaux, qui permettent de libérer 60 000 m2 pour les collections permanentes, en font le troisième plus grand musée du monde, après le Metropolitan Museum of Art de New York et le musée de l'Ermitage à Saint-Pétersbourg.